# Amerikaanse gouverneursverkiezingen 2009
De Amerikaanse gouverneursverkiezingen 2009 werden gehouden op  dinsdag 3 november 2009 in de staten New Jersey en Virginia en op zaterdag 7 november 2009 in de Noordelijke Marianen.

## Uitslag

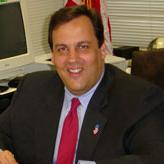
Chris Christie

| Staat                | Huidige gouverneur | Partij    | Status                                                                     | Tegenkandidaten |
| -------------------- | ------------------ | --------- | -------------------------------------------------------------------------- | --- |
| New Jersey           | Jon Corzine        | Democraat | Verslagen, 44.5%                                                           | Chris Christie (R) 48.8% Christopher Daggett (I) 5.8% en 10 anderen |
| Noordelijke Marianen | Benigno R. Fitial  | Covenant  | Algemene verkiezing: door naar tweede ronde, 36.24% Run-off: Herkozen, 52% | Heinz Hofschneider (R) Algemeen: 36.27%, Run-off: 48% Juan "Pan" Guerrero (I) Algemeen: 19.5% (uitgeschakeld) Ramon "Kumoi" Deleon Guerrero (I) Algemeen: 8.1% (Uitgeschakeld) |
| Virginia             | Tim Kaine          | Democraat | Niet herkiesbaar, Republikeinse overwinning                                | Bob McDonnell (R) 58.6% Creigh Deeds (D) 41.3% |

- Chris Christie